# Малое Староселье (Черкасская область)
Ма́лое Старосе́лье (укр. Мале Старосілля) — село в Черкасском районе Черкасской области Украины.
Почтовый индекс — 20720. Телефонный код — 4733.

## Население
Население по переписи 2001 года составляло 915 человек.

### Языковой состав
Родной язык населения по данным переписи 2001 года:
| Язык       | Численность, чел. | Доля     |
| ---------- | ----------------- | -------- |
| Украинский | 891               | 97,38 %  |
| Русский    | 24                | 2,62 %   |
| Итого      | 915               | 100,00 % |

## Местный совет
20720, Черкасская обл., Смелянский р-н, с. Малое Староселье, ул. Ленина, 129а